# لوو تی دیم هونگ
لوو تی دیم هونگ (انگلیسی: Lưu Thị Diễm Hương؛ زادهٔ ۳۰ اوت ۱۹۹۰) مدل (شخص) اهل ویتنام است.